# Nemestrinus ater
Nemestrinus ater är en tvåvingeart som först beskrevs av Olivier 1810.  Nemestrinus ater ingår i släktet Nemestrinus och familjen Nemestrinidae. Inga underarter finns listade i Catalogue of Life.